# 予一人
予一人，或作余一人，是商周天子常用的自称，其中予也写作余，意为我，一人是君主自谦、谦让的意思。如孔传：“天子自称曰‘予一人’。”《礼记·曲礼下》：“君天下，曰‘天子’；朝诸侯、分职、授政、任功，曰‘予一人’。《尚書·湯誥》：「其爾萬方有罪，在予一人；予一人有罪，無以爾萬方。」。《國語·周語上》：「在《湯誓》曰：『余一人有罪，無以萬夫；萬夫有罪，在余一人。』在《盤庚》曰：『國之臧，則惟女眾。國之不臧，則惟余一人，是有逸罰。』」
「予」最早为舜的自称，如帝舜曰：“予欲左右有民，女辅之”；夏启也说道：“予誓告女，有扈氏威侮五行”。
「予一人」一词最早则由商汤作为自称，《尚書·湯誓》：「爾尚輔予一人，致天之罰，予其大賚汝！」，以及《尚书·汤诰》：“王曰：‘嗟！尔万方有众，明听予一人诰。’”
商王盘庚也常以此自称，如《尚书·盘庚上》中说：“听予一人之作猷。”《国语·周语上》内史过对周襄王引用《盘庚》曰：“国之臧，则惟女众，国之不臧，则惟余一人，是有逸罚。”
秦始皇统一中国后，皇帝一般以朕为自称，但予一人仍运用在某些场合，如《汉书·文帝纪》：“朕获保宗庙，以微眇之身讬于士民君王之上。天下治乱，在予一人。”

## 脚注
1. ↑  《國語》記載有誤，此句並未出現在《湯誓 （页面存档备份，存于）》一文中。而應是《湯誥》一文。
2. ↑  過失和罪責
3. ↑  實際上《盤庚》原文是「邦之臧，惟汝眾；邦之不臧，惟予一人有佚罰。」
4. ↑  通「汝」，即「你」，指禹
5. ↑  指将要出征的将士
6. ↑  《中国政治制度史》 第33页